# Apôtre-patriarche
Le titre apôtre-patriarche est le nom du responsable de l'Église néo-apostolique. L'Église conçoit son rôle comme celui de l'apôtre Pierre parmi les premiers apôtres. Il lui incombe principalement de proclamer l'enseignement de l'Église. Il nomme et ordonne les apôtres de district, apôtres et évêques, les admet à la retraite ou les révoque. Il détermine les limites des Églises territoriales et leur attribue les champs d'activité dont elles ont à assurer la desserte pastorale et missionnaire.
Après la mort de Friedrich Wilhelm Schwartz (de) (apôtre des Pays-Bas), le chef de gare Fritz Krebs (de) (1832 – 1905) est considéré par les autres apôtres comme apôtre-patriarche et met en place la structure actuelle de l'Église. La structure se développe en Allemagne et aux Pays-Bas, puis s'implante en Suisse à partir de 1894. Le nombre de douze apôtres est à nouveau réunis en 1900. 
Hermann Niehaus (de) (1848 – 1932) devient le second apôtre-patriarche en 1905. En 1906 la Communauté néo-apostolique prend le nom d'Église néo-apostolique.
Johann-Gottfried Bischoff (1871 – 1960) de Francfort (Allemagne) devient le troisième apôtre-patriarche en 1930. Le 25 décembre 1950, il affirme que Jésus va revenir pendant sa vie. Ces affirmations deviennent un aspect important de la doctrine de l'Église jusqu'à la mort de Bischoff le 6 juillet 1960. La non adhésion à cette "Botschaft" (message/prophétie) a conduit à des exclusions. L'Union des communautés apostoliques en 1956 a recueilli beaucoup de membres s'étant sentis floués par ce message.
Il prit sa retraite le 16 mai 2005 au cours de la cérémonie solennelle de Pentecôte au cours de laquelle il institua Wilhelm Leber, docteur en mathématiques et apôtre de district de l'Allemagne du Nord, dans le ministère d'apôtre-patriarche. Wilhelm Leber devenait le huitième apôtre-patriarche.
Après un mandat de 8 ans, Wilhelm Leber prend sa retraite à l'occasion de la Pentecôte, le 19 mai 2013. À cette occasion il nomme son successeur, Jean-Luc Schneider, qui était auparavant son adjoint. Il est le neuvième apôtre-patriarche et c'est la première fois qu'un Français occupe ce rôle.